# Kronosaurus
Kronosaurus ("lagarto de Cronos") es un género extinto de pliosaurios de cuello corto que vivieron en el Cretácico inferior (hace 125 a 99 millones de años), en lo que hoy es Australia. Se encontraba entre los pliosaurios más grandes y debe su nombre al líder de los Titanes, Cronos.

## Descripción
Los cronosaurios fueron unos gigantescos reptiles marinos carnívoros, los más grandes de entre los plesiosaurianos conocidos, que vivieron desde mediados hasta finales del período Cretácico, hace 120 millones de años. Poseían un cráneo robusto que medía hasta 2,7 metros de largo.
La mayoría de sus fósiles se han encontrado en Australia, dónde se descubrió por primera vez en 1889 en Queensland. El nombre, inspirado en el Titán Cronos, le fue dado en 1924 por Longman, en su descripción del Holotipo de la especie K. queenslandicus.

## Descubrimiento y especies

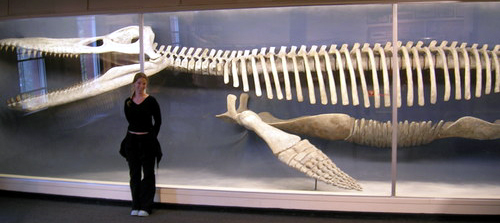
Esqueleto de Kronosaurus queenslandicus junto a un ser humano.

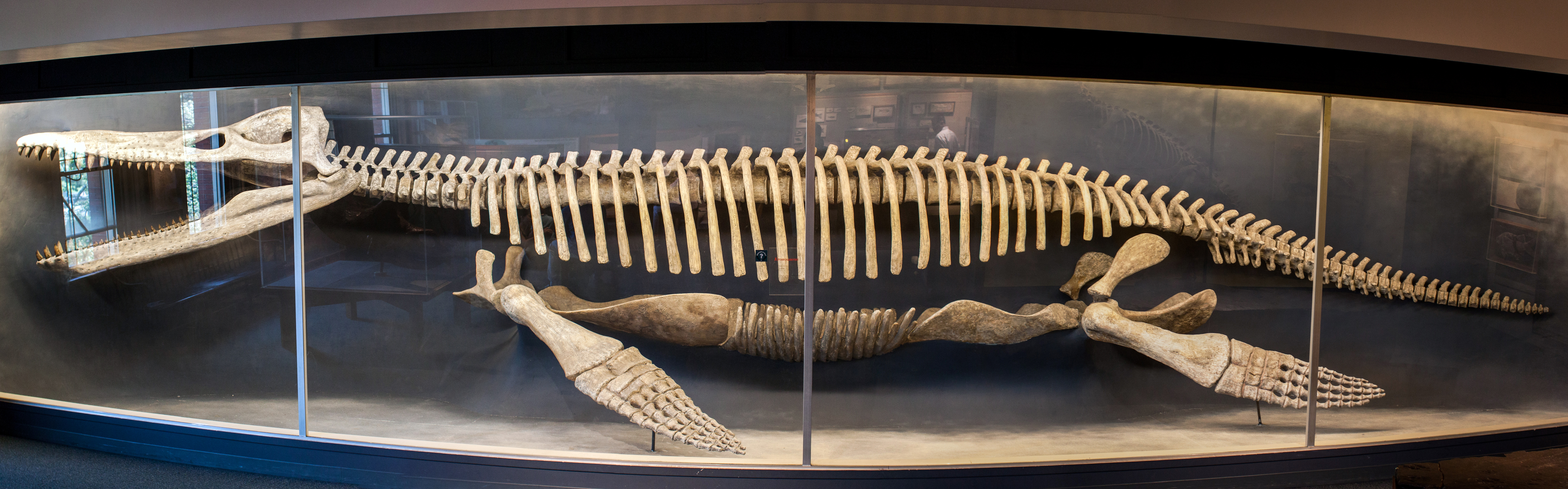
Esqueleto de K. queenslandicus.

El Kronosaurus vivió en el periodo Cretáceo temprano (Aptiense-Albiense).
El espécimen holotipo de la especie K. queenslandicus fue descrito por Longman en 1924 y se encuentra actualmente en el museo de Queensland. Hampe (1992) describió una segunda especie, K. boyacensis, descubrió en la localidad de Villa de Leyva (Colombia), en 1977, pero Noè & Gómez-Pérez (en prensa) encontraron que este taxón es genéricamente distinto de los especímenes referidos a Kronosaurus, incluyendo MCZ 1285., por lo cual en 2021, "K." boyacensis fue transferido a su propio género, Monquirasaurus.

## Paleobiologia

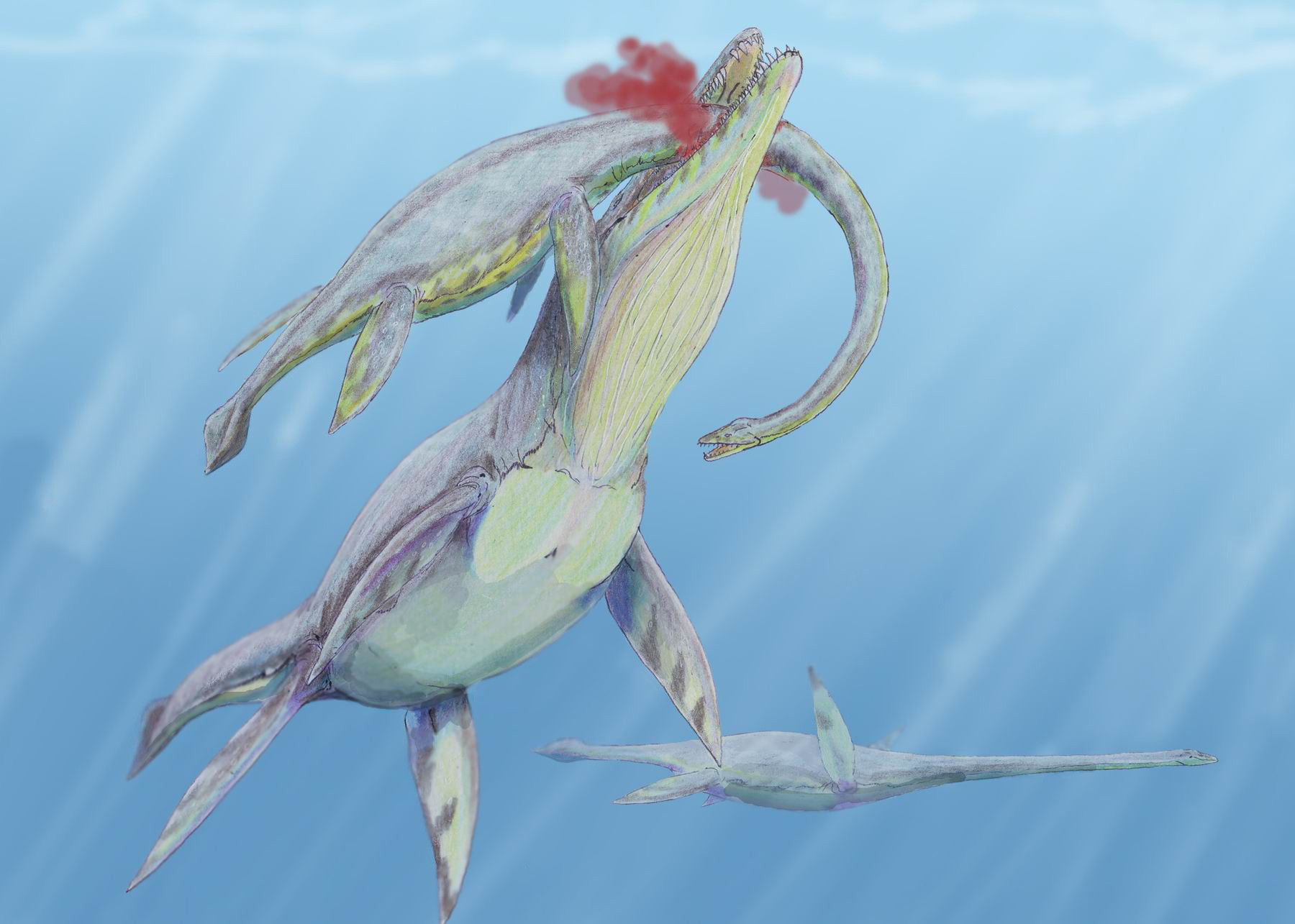
Kronosaurus cazando un Woolungasaurus.

### Dimensiones
La longitud de Kronosaurus fue estimada inicialmente en 12,8 metros. Sin embargo, estudios recientes comparando especímenes fósiles de Kronosaurus con otros pliosaurios sugieren que la estimación anterior era exagerada, con una longitud real probable de solo 9 a 10 metros.

### Dientes
Los dientes del Kronosaurus eran largos (excedían los 7 cm), sin embargo, estos carecían de bordes cortantes y la forma distintiva en tetraedro de los dientes de Pliosaurus y Liopleurodon. La combinación de gran tamaño, forma cónica y falta de bordes cortantes de los dientes de Kronosaurus, permitió que fueran identificados fácilmente en los depósitos del Cretáceo de Australia.

### Dieta
Se hallaron grandes marcas de dentelladas redondeadas, en el cráneo de un elasmosaurido (Tuarangisaurus) australiano de la época Albiana que pudieron producirse a raíz del ataque de un Kronosaurus.

## Cultura Popular
El Kronosaurus es caracterizado en la novela de Steve Alten, «La trinchera», no obstante, él tomó gran libertad creativa representándolo como habitante de miles de metros bajo el nivel del mar, además de respirar por medio agallas. También aparece en la novela Depredador Rojo de Robert Bakker y En el tiempo de los Dinosaurios de K. A. Applegate.